# Arènes de Jerez de la Frontera
Les Arènes de Jerez de la Frontera se situent dans la commune de Jerez de la Frontera, dans la Province de Cadix, communauté autonome d'Andalousie,  Espagne. Elles ont une capacité d'accueil qui varie selon les sources de 9 000  à 11 000 places, et possèdent un ruedo de 250 mètres carrés. et trois  corrales  de 90 mètres carrés communiquant entre eux.

## Historique et présentation
Construites sur les  ruines d'un ancien site  en 1839, elles ont été successivement détruites en 1860, reconstruites en 1872, détruites de nouveau en 1891, reconstruites en  1894,.
Ce sont des arène de 2e catégorie, la catégorie étant attestée par plusieurs sources livresques ,:  ainsi que par plusieurs sites taurins, : Elles font partie des plus anciennes arènes d'Espagne. leur activité est intense comme le montre la dernière feria de toros 2014 qui annonçait lleno (plein).

## Activité tauromachiques
Les principales ferias se déroulent de mars à septembre avec les ferias de printemps, la plus importante commençant en mai : Feria del Caballo, et se poursuit jusqu'en septembre avec la Feria de Vendemia (feria des vendanges).